# Kizette en rose
Kizette en rose est un tableau réalisé par la peintre polonaise Tamara de Lempicka en 1927. Cette huile sur toile est le portrait de la fille de l'artiste assise un livre ouvert à la main devant un paysage portuaire. Blonde aux yeux bleus, l'enfant y figure vêtue d'une tenue d'été blanche dans un cadrage serré. L'œuvre a été achetée à la peintre en 1928 et elle est conservée depuis lors au musée d'Arts de Nantes, à Nantes, en France.